# مسجد جن
مسجد جن از مساجد قدیمی مکه است.
درباره آن می‌گویند که وقتی پیامبر اسلام در بازگشت از طایف در این محل استراحت کرد و شروع به خواندن قرآن و عبادت کرد، گروهی از جنیان با شنیدن آیات قرآن ایمان آوردند. در آیات اول سوره جن به این موضوع یعنی ایمان آوردن جنیان اشاره شده است. پیامبر(ص) بعدها چندین بار همراه با عبدالله بن مسعود به اینجا می‌آمدند و آیات قرآن را بر آن طایفه می‌خواندند. 
این مسجد در ۲۰۰ متری قبرستان ابوطالب به سمت حرم، حدودا ۵۰ متر بعد از پل حجون در داخل خیابان است. مساحت آن ۶۰۰ متر مربع است و درب آن همواره باز است و کسی که از قبرستان ابوطالب به سمت مسجدالحرام حرکت می‌کند، پس از گذشتن از پل، مسجد در سمت راست او قرار دارد و با شماره‌ای مشخص شده است.